# Peñaranda
Peñaranda (Bayan ng Peñaranda) är en kommun i Filippinerna. Kommunen ligger på ön Luzon, och tillhör provinsen Nueva Ecija. Folkmängden uppgår till 24 749 invånare.
Peñaranda är indelat i 10 barangayer.